# Tapir panamski
Tapir panamski, tapir Bairda (Tapirus bairdii) – gatunek ssaka z rodziny tapirowatych (Tapiridae).

## Występowanie
Występuje od południowego Meksyku przez Amerykę Centralną po Kolumbię; występowanie w Ekwadorze nie zostało potwierdzone.

## Taksonomia
W zależności od ujęcia systematycznego tapir panamski umieszczany jest w rodzaju Tapirus, lub ze względu na duże różnice genetyczne między tym gatunkiem a innymi tapirami, zalicza się go do monotypowego rodzaju Tapirella.

## Wygląd

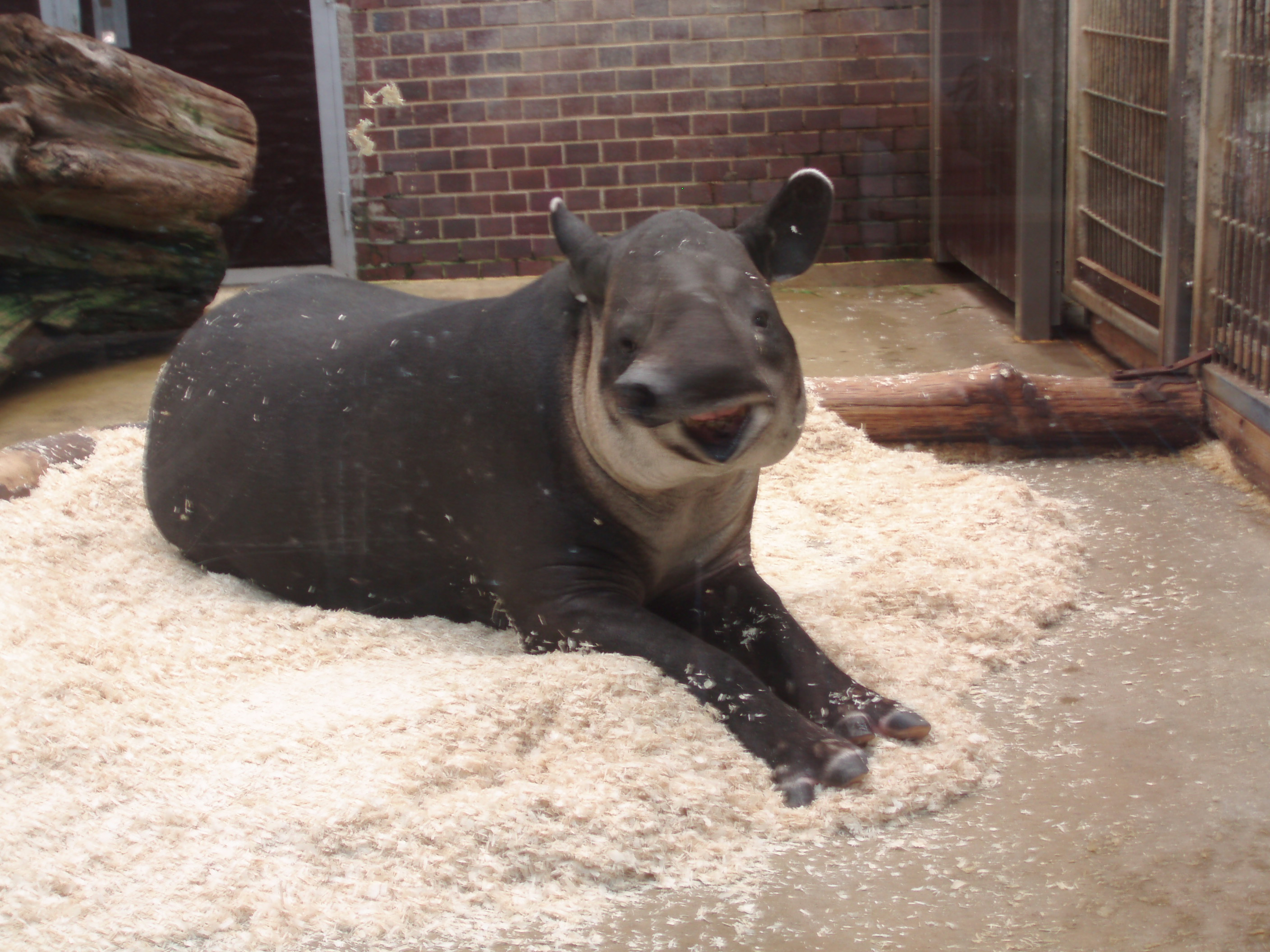
Osobnik sfotografowany w zoo

Tapir panamski różni się wyglądem od pozostałych tapirów. Osiąga długość do 240 cm i wagę do 320 kg. Największy amerykański tapir. Posiada krótkie, rzadkie futro (włosy do 3 mm), czarną skórę, krótki ogon, małe oczy, owalne uszy. Są krępe, z silnymi, krótkimi nogami. Mogą biegać z szybkością człowieka.